# Sasori
Sasori (サソリ) er en figur fra Manga- og Anime-serien Naruto. Han er en tidligere ninja fra Sunagakure og kendt som "Sasori fra det røde sand" (赤砂のサソリ, Akasuna no Sasori). Hans forældre dør da han var ung og efterlader ham med sin bedstemor, Chiyo. Manglen på kærlighed fra sine forældre, forlader han byen og slutter sig til Akatsuki hvor han bliver partner med Orochimaru. Efter Orochimaru forlader Akatsuki kommer Sasori på hold med Deidara, som ser efter ham og deler hans begær efter hævn. Før Sasori forlod Sunagakure lærte han dukkefører kunsten af hans bedstemor, som han forfiner til hans brug hen over årene. Han udvikler også en måde at lade menneske lig til dukker og bruge enhver ninja evne de havde. Han finder også en måde at lave sin egen krop til en dukke, så han kan kontrollere hundredvis af dukker og leve for altid. Hver dukke i hans arsenal har en gift, der påfører ekstrem smerte indtil hans modstander dør. Sakura Haruno er i stand til at lave en modgift til Sasoris gift, der gør hende selv og Chiyo i stand til at bekæmpe Sasori. De er nødt til at destruere hans hjerte, der er den eneste menneskelige del han har tilbage.